# كيث بيت
كيث بيت (بالإنجليزية: Keith Pitt)‏ هو فلاح وسياسي أسترالي، ولد في 31 أغسطس 1969 في بوندابيرج في أستراليا. حزبياً، نشط في الحزب الوطني الليبرالي في كوينزلاند. وقد انتخب عضو مجلس النواب الأسترالي عن دائرة هينكلر ‏ (7 سبتمبر 2013 – ).